# Commission spéciale sur la criminalité organisée, la corruption et le blanchiment de capitaux
 (juin 2025).
Motif : commission éphémère qui n'a, semble-t-il, pas laissé de traces durables de son action
- Archive Wikiwix
- Bing
- Cairn
- DuckDuckGo
- E. Universalis
- Gallica
- Google
- G. Books
- G. News
- G. Scholar
- Persée
- Qwant
- (zh) Baidu
- (ru) Yandex
- (wd) trouver des œuvres sur Wikidata

| 1. | Préciser le motif de la pose du bandeau. | Précisez le motif de la pose du bandeau en utilisant la syntaxe suivante : {{admissibilité à vérifier\|date=juin 2025\|motif=remplacez ce texte par le motif}} |
| 2. | Informer les utilisateurs concernés.     | Pensez à avertir le créateur de l'article, par exemple, en insérant le code ci-dessous sur sa page de discussion : {{subst:avertissement admissibilité à vérifier\|Commission spéciale sur la criminalité organisée, la corruption et le blanchiment de capitaux}} |

La commission spéciale sur la criminalité organisée, la corruption et le blanchiment de capitaux (CRIM) est une ancienne commission spéciale du Parlement européen qui a pour but de lutter contre la criminalité organisée, la corruption, et le blanchiment de capitaux. Elle a été créée en 2012 à l’initiative de l’eurodéputée Sonia Alfano. 

## Objectifs
Le Parlement a donné un mandat d'un an à cette commission dont la création de cette commission s'inscrit dans le cadre de la lutte contre la criminalité organisée, qui devient une des priorités de l'agenda de l'Union européenne et des États membres. 
La commission doit réunir autour d'une même table les différentes institutions, les organisations internationales et européennes ainsi que les autorités responsables des enquêtes et les autorités judiciaires nationales, pour mettre au point une stratégie permettant de lutter efficacement contre la criminalité organisée.

## Compétences
Les compétences de la commission spéciale s’articulent autour de cinq grands axes.
- La commission doit ainsi évaluer l'ampleur de la criminalité organisée, de la corruption et du blanchiment de capitaux, ainsi que ses effets sur l'Union européenne et les États membres. Elle propose des mesures destinées à les combattre, notamment sur les plans international, européen et national.
- Elle analyse l’état actuel de la législation européenne dans ces domaines et sa mise en œuvre.
- Elle examine et contrôle la mise en œuvre du rôle et des activités des agences communautaires chargées des affaires intérieures traitant d'aspects liés à la criminalité organisée, à la corruption et au blanchiment de capitaux, tels Europol, le comité permanent de coopération opérationnelle en matière de sécurité intérieure (COSI), ou encore Eurojust.
- Elle doit aussi traiter des questions mentionnées dans sa résolution du 25 octobre 2011 sur la criminalité organisée dans l'Union européenne, notamment son paragraphe 15, c’est-à-dire des « questions du détournement des fonds publics de la part des organisations criminelles et des mafias et de leur infiltration dans le secteur public »[3].
- Enfin, la commission spéciale doit établir les contacts nécessaires avec tous les acteurs « qui luttent quotidiennement contre la criminalité organisée, la corruption et le blanchiment de capitaux, tels que des policiers, des juges et des magistrats, et des acteurs de la société civile qui œuvrent en faveur d'une culture de la légalité dans des zones difficiles »[2].

## Membres de la commission
Sonia Alfano préside cette commission spéciale composée de 13 membres en majorité issus du PPE.
| Nom                                   | Position au sein de la commission | Pays        | Groupe    |
| ------------------------------------- | --------------------------------- | ----------- | --------- |
| Sonia Alfano                          | Présidente                        | Italie      | ADLE      |
| Timothy Kirkhope                      | Vice-président                    | Royaume-Uni | ECR       |
| Mario Borghezio                       | Membre                            | Italie      | ELD       |
| Carlos Coelho                         | Membre                            | Portugal    | PPE       |
| Agustín Díaz de Mera García-Consuegra | Membre                            | Espagne     | PPE       |
| Rolandas Paksas                       | Membre                            | Lituanie    | ELD       |
| Clemente Mastella                     | Membre                            | Italie      | PPE       |
| Véronique Mathieu                     | Membre                            | France      | PPE       |
| Bill Newton Dunn                      | Membre                            | Royaume-Uni | ADLE      |
| Hubert Pirker                         | Membre                            | Autriche    | PPE       |
| Olle Schmidt                          | Membre                            | Suède       | ADLE      |
| Søren Søndergaard                     | Membre                            | Danemark    | GUE/NGE   |
| Bart Staes                            | Membre                            | Belgique    | Verts/ALE |

Les membres suppléants sont Christian Ehler, Giuseppe Gargani, Gabriel Mato Adrover, Bogusław Sonik et Salvatore Tatarella, tous issus du PPE, Robert Goebbels, Wolfgang Kreissl-Dörfler, Alexander Mirsky et Jan Mulder du groupe S&D et James Nicholson (ECR).

## Résultats
Des propositions sont présentées en octobre 2012.

## Compléments